# Огієвська Ія Володимирівна
Ія Володимирівна Огіє́вська (22 січня 1925, Київ — 8 липня 2017, Київ) — українська мистецтвознавиця, фахівець у галузі українського образотворчого мистецтва другої половини XIX — початку XX століття, кандидат мистецтвознавства з 1975 року; член Спілки художників України з 1982 року. Представниця роду Огієвських.

## Біографія
Народилася 22 січня 1925 року в місті Києві (тепер Україна). 1956 року закінчила Ленінградський інститут живопису, скульптури та архітектури імені Іллі Рєпіна АМ СРСР.
Протягом 1956—1966 років викладала в Київському художньому інституті, протягом 1966–1982 років — науковий співробітник Інституту мистецтвознавства, фольклору та етнографії імені Максима Рильського АН УРСР.
Жила в Києві, в будинку на вулиці Академіка Янгеля № 4, квартира 19. Померла на 93-му році життя 8 липня 2017-го року.

### Родина
- Дід — викладач лісової школи, потім професор Петербурзького лісового інституту Василь Огієвський (1861—1921).
- Батько — радіотехнік, доктор технічних наук Володимир Огієвський (1890—1979).
- Дядько — науковець у галузі агролісомеліорації, доктор сільськогосподарських наук Василь Огієвський (1893—1983).
- Двоюрідний дядько — гідролог, доктор технічних наук Анатолій Огієвський (1894—1952)[6].

## Праці
Серед робіт:
- каталог «Ядвіга Мацієвська» (Київ, 1973; роботи живописця Мацієвської Ядвіги Олександрівни);
- монографія «Сергій Васильківський» (Київ, 1980);

альбоми
- «Микола Пимоненко» (Київ, 1983);
- «Сергій Світославський» (1989).